# Берово (община)
Берово (на македонска литературна норма: Општина Берово) е община в източната част на Северна Македония с административен център град Берово. Общината е разположена в областта Малешево. На север граничи с общините Пехчево, Делчево и Виница, на запад – с Радовиш, на югозапад с Василево, а на юг – с Босилово и Ново село.
Площта на общината е 598,07 km2. В общината освен Берово влизат и осем села.

## Структура на населението
Според преброяването от 2002 година община Берово има 13 942 жители.
| Етническа принадлежност | Процент |
| ----------------------- | ------- |
| северномакедонци        | 95,67%  |
| албанци                 | 0,00%   |
| турци                   | 0,65%   |
| роми                    | 3,29%   |
| власи                   | 0,04%   |
| сърби                   | 0,14%   |
| бошняци                 | 0,02%   |
| други                   | 0,19%   |